# Аркеванские горячие минеральные источники
Аркеванские горячие минеральные источники (азерб. Ərkivan mineral bulaqları) — выходы минеральных термальных вод на поверхность, расположенные на юге Азербайджана в районе Талышских гор, в 15 км к юго-западу от города Масаллы, в долине реки Виляшчай, на низменности. Аркеванские источники являются одним из четырёх основных источников термальных вод в Масаллинском районе, наряду с Донгузутенскими, Мишарчайскими и Готурсуинскими.
Аркеванские источники имеют самую высокую температуру среди источников Масаллинского района и приурочены к песчано-сланцевой толще верхнего эоцена, собранной в широкую антиклинальную складку.

Горячие минеральные источники используются местным населением в лечебных целях. Вода их пригодна для ванн и других водных процедур. В районе источников создан бальнеологический курорт Аркевань. Аркеванские минеральные источники — хлоридо-натриево-кальциевые с примесью водорода и температурой воды от 41,5 °C до 64 °C. Ещё в конце 30-х годов отмечалось, что Аркеванские источники пользуются большой известностью у населения, которое тысячами собирается сюда для лечения в летнее время. В конце 1920-х годов Комиссия социальной медицины и гигиены Общества обследования и изучения Азербайджана в своём отчёте указывала: 
Аркеванские воды (в 20 верстах от Пришиба, по р. Вильяжчай), богатые хлористым натром и обладающие температурой до 40 °C, заслуживают всяческого внимания и изучения, в особенности с предполагаемым устройством дороги для эксплуатации окружных лесов.